# Cocomon
Cocomon (냉장고 나라 코코몽 (Fresh World Cocomong)?) è una serie televisiva animata sudcoreana realizzata in computer grafica dal 2008 da Olive Studio per un totale di 52 episodi di 10 minuti.
In Italia la serie è raggruppata in 26 episodi da 20 minuti ed è stata pubblicata per lo streaming su internet sul sito Popcorn TV dal 19 luglio 2011, per poi venire rimossa nel 2013. Una prima stagione, costituita da 26 episodi da 10 minuti, è andata in onda su JimJam dal 7 novembre 2012. La serie, di nuovo raggruppata in 26 episodi di 20 minuti, va in onda in chiaro dal 13 gennaio 2014 su Ka-Boom.

## Personaggi
I personaggi di questa serie sono un incrocio tra un animale e un prodotto commestibile conservato nel frigorifero.
- Cocomon: è una scimmia-salsiccia
- Eggy: è un coniglio-uovo sodo
- Omon: è un cane-gamberetto
- Tori: è un passero-ghianda, quando indaga si fa chiamare Scherlock Tori
- Strillo: è un pollo-sedano
- Karot: è un asino-carota
- Trippo: è un ippopotamo-fungo(testa)-rapa(corpo)
- Ally: è un coccodrillo-cetriolo
- Lenticchia/Puzzola/Pinky: I fratelli maiali-piselli/procione-piselli
- Potato: è uno castoro-patata
- Candy: è una gatta-lecca lecca
- Virus: è un topo

## Sigla
La sigla italiana Cocomon è stata realizzata da: Carlo Cavazzoni (testo), Seung-Joon Hin e Jung-Woo Shin (musica), ed è cantata da Elettra.

## Episodi
| Nº | Titolo italiano Titolo originale - Titolo internazionale                               | In onda          | In onda |
| Nº | Titolo italiano Titolo originale - Titolo internazionale                               | Coreano          |         |
| 1  | Benvenuti a Trasformondo 「냉장고 나라친구들 안녕」 - Hello Refrigerator Land Friends! | 27 febbraio 2008 |         |
| 2  | Nascondino 「숨바꼭질」 - Hide and Seek                                                | 5 marzo 2008     |         |
| 3  | Sono più veloce di te 「내가 더 빨라~!」 - I am Faster!                                | 12 marzo 2008    |         |
| 4  | Ciao Omon! 「오몽아 안녕?」 - Hello Omong?                                             | 19 marzo 2008    |         |
| 5  | Il mostro del campo di carote 「당근밭의 괴물」 - Monster In the Carrot Farm           | 26 marzo 2008    |         |
| 6  | Voglio prendere un bel pesce 「물고기를 잡을꺼야」 - I'm Going To Catch a Fish         | 2 aprile 2008    |         |
| 7  | Suoniamo tutti insieme 「다함께 연주해요!!」 - Let's Play Together!                    | 9 aprile 2008    |         |
| 8  | Strillo sta male sul serio 「파닥이가 아파?」 - Is Padak Really Sick?                  | 16 aprile 2008   |         |
| 9  | Il cappello di Ally è volato via 「아글이 모자가 날아갔어요」 - Agle's Hat Flew Away   | 23 aprile 2008   |         |
| 10 | Karot il fichissimo 「멋쟁이 케로」 - Kaero Is So Cool                                 | 30 aprile 2008   |         |
| 11 | Vorrei avere la coda 「꼬리가 있었으면 좋겠어」 - I Wish I Had a Tail                  | 7 maggio 2008    |         |
| 12 | Sono Robocon 「나는야 로보콩」 - I am Robocong                                         | 14 maggio 2008   |         |
| 13 | Diventerò un'aquila 「독수리가 될꺼야!」 - I Want To Be an Eagle!                      | 21 maggio 2008   |         |
| 14 | Voglio essere più alto 「키가 크고 싶어요」 - I Want To Be Taller                      | 28 maggio 2008   |         |
| 15 | Non ho paura del buio 「밤은 무섭지 않아」 - I'm Not Scared Of Night                   | 4 giugno 2008    |         |
| 16 | Stai attento 「조심조심」 - Be Careful                                                 | 11 giugno 2008   |         |
| 17 | Trippo giochiamo insieme 「두리야 놀자」 - Doori, Let's Play!                          | 18 giugno 2008   |         |
| 18 | Un'anguria gigante 「수박달님이 준 씨앗」 - Seeds From Watermelon Moon                 | 25 giugno 2008   |         |
| 19 | Le promesse si mantengono 「약속을 지켜요」 - Keep Your Promises                       | 2 luglio 2008    |         |
| 20 | Fare il bagno è divertente 「목욕은 즐거워」 - Taking a Bath Is Fun                    | 9 luglio 2008    |         |
| 21 | Chi ha preso le nostre cose? 「누가 가지고 간거야?」 - Who Took It?                    | 16 luglio 2008   |         |
| 22 | Perché è così caldo? 「왜 이렇게 덥지?」 - Why It Is So Hot?                           | 23 luglio 2008   |         |
| 23 | La nuova amica di Omon 「오몽이의 새친구」 - Omong's New Friends                       | 30 luglio 2008   |         |
| 24 | Salvate la banana 「바나나 살려」 - Save the Banana                                    | 6 agosto 2008    |         |
| 25 | Di chi è la colpa? 「범인은 누구?」 - Who's the Suspect?                               | 13 agosto 2008   |         |
| 26 | Un compleanno per due 「생일이 똑같아요」 - We Have the Same Birthday                  | 20 agosto 2008   |         |